# Inger Helene Nybråten
Inger Helene Nybråten (Fagernes, 8 december 1960) is een Noors langlaufster.

## Carrière
Nybråten werd in 1982 in eigen land wereldkampioen op de estafette.
Nybråten won tijdens haar olympische debuut in 1984 de gouden medaille op de estafette. Nybråten won in 1992 en in 1994 de zilveren medaille op de estafette. Nybråten  behaalde tijdens de wereldkampioenschappen van 1995 de bronzen medaille op de 15 kilometer.

## Belangrijkste resultaten

### Olympische Winterspelen
| Editie | Plaats      | Resultaten                                                                               |
| ------ | ----------- | ---------------------------------------------------------------------------------------- |
| 1984   | Sarajevo    | 5e 5 km · 11e 20 km · estafette                                                          |
| 1988   | Calgary     | 6e 5 km klassiek 6e 10 km klassiek                                                       |
| 1992   | Albertville | 5e 5 km klassiek · 7e 15 km klassiek · 13e 30 km klassiek · 7e achtervolging · estafette |
| 1994   | Lillehammer | 5e 5 km · 7e 30 km klassiek · estafette                                                  |

### Wereldkampioenschappen langlaufen
| Editie | Plaats        | Resultaten                                                             |
| ------ | ------------- | ---------------------------------------------------------------------- |
| 1982   | Oslo          | 9e 10 km · estafette                                                   |
| 1989   | Lahti         | 9e 10 km klassiek · 8e 15 km klassiek · estafette                      |
| 1991   | Val di Fiemme | 6e 5 km klassiek · estafette                                           |
| 1993   | Falun         | 12e 5 km klassiek · 17e 15 km klassiek · 24e achtervolging · estafette |
| 1995   | Thunder Bay   | 6e 5 km klassiek · 15 km klassiek · estafette                          |